# Nonanol
Nonanol (nonan-1-ol, nonylalkohol, pelargonický alkohol) je mastný alkohol s funkčním vzorcem CH3(CH2)8OH. Jedná se o bezbarvou olejovitou kapalinu s citrusovou vůní podobnou citronelovému oleji.
Nonanol se přirozeně vyskytuje v pomerančovém oleji. Hlavní využití nalézá nonanol při výrobě umělého citronového oleje. Jeho estery (např. nonyl-acetát) pak nalézají uplatnění při výrobě parfémů a příchutí.

## Toxicita
Toxicita nonanolu je srovnatelná s toxicitou ostatních primárních alkoholů. Nonanol je špatně pohlcován pokožkou a způsobuje těžké podráždění očí. Jeho páry mohou vést k poškození plic, které ve většině případů může vyústit až v plicní edém. Při požití vykazuje podobnou toxicitu jako ethanol a vede k poškození jater.